# 368 km
368 km (ros. 368 км) – przystanek kolejowy w pobliżu miejscowości Wysokoje, w rejonie smoleńskim, w obwodzie smoleńskim, w Rosji.